# سنايبر غوست واريور كونتراكتس 2
سنايبر غوست واريور كونتراكتس 2 (Sniper Ghost Warrior Contracts 2) هي لعبة فيديو تسلل ذو تصويب تكتيكي، طُوّرت ونُشرت بواسطة سي آي غيمز، وهي الإصدار السادس لسلسلة سنايبر: غوست واريور وتكملة لـ سنايبر غوست واريور كونتراكتس. تم إصدار اللعبة في 4 يونيو 2021 لأنظمة مايكروسوفت ويندوز وبلاي ستيشن 4 وXbox One وإكس بوكس سيريس X وسيريس S. تم إصدار نسخة بلاي ستيشن 5 لاحقًا، في 24 أغسطس 2021.
تقدم اللعبة قنص بعيد المدى بأهداف تزيد عن 1000 متر، وتتميز بحملة مثيرة من لاعب واحد تدور أحداثها في الشرق الأوسط المعاصر، وتجربة قتال تكتيكي عالي الضغط. يشرع رافن في سلسلة جديدة من العقود في منطقة ينعدم فيها القانون في الشرق الأوسط، تقع على طول الحدود اللبنانية والسورية. مهمتك تبدو مستحيلة، وتتمثل مهمتك في إسقاط نقابة إجرامية ماكرة وتقديمهم إلى العدالة.

## القصة
بعد الانتكاسات الأخيرة، كشفت أحدث المعلومات التي تم الحصول عليها أن بيبي رشيدة تستعد لغزو دولة مجاورة، وهو سيناريو له عواقب وخيمة محتملة، لا سيما على أسعار النفط. أصبحت بيبي رشيدة في موقف دفاعي وراسخة بقوة في قصرها الضخم المحصن. لذلك يتم إرسال رافن إلى هناك لقطع رأس القيادة العسكرية والسياسية لكوامار، كما سيكون من الضروري إطلاق سراح السجناء السياسيين المحتجزين في أقبية القصر الرئاسي وتدمير مخزون الصواريخ الباليستية التي اشترتها بيبي رشيدة في السوق السوداء، من أجل تحييد الإمكانات العسكرية لكوامار بشكل نهائي.
بعد القضاء على بيبي رشيدة، انتخب الصحفي تاج طاهر ديمقراطيا لرئاسة كوامار. لسوء الحظ، يبدو أنه ليس أكثر من عميل مزدوج يعمل لصالح قوة أجنبية. لذلك قرر طاقم العمل القضاء عليها مع ضابط الاتصال الخاص بها.

## التطوير
تم تطوير سنايبر جوست واريور كونتراكتس 2 بواسطة مطور ألعاب الفيديو البولندية سي آي غيمز، مطور سلسلة سنايبر: جوست واريور. بدأ التطوير بعد فترة وجيزة من سنايبر جوست واريور كونتراكتس.

## الإصدار
تم إصدار اللعبة على مايكروسوفت ويندوز وبلاي ستيشن 4 وXbox One وإكس بوكس سيريس إكس / أس في 4 يونيو 2021. وتم إصداره على بلاي ستيشن 5 في أغسطس 2021. في 21 يوليو، تم توفير توسعة تسمى Butcher's Banquet قابلة للتنزيل مجانًا.

## الإستقبال
| استقبال |                                                 |
| --- | ----------------------------------------------- |
| مجموع النقاط المجموع نقاط ميتاكريتيك PC: 73/100 [ 8 ] PS4: 68/100 [ 9 ] XSXS: 74/100 [ 10 ] PS5: 80/100 [ 11 ] نتائج المراجعة نشرة نقاط آي جي إن 6/10 [ 12 ] جو فيديو 16/20 [ 13 ] بي سي غيمر (الولايات المتحدة) 80/100 [ 14 ] |                                                 |
| مجموع النقاط |                                                 |
| المجموع | نقاط                                            |
| ميتاكريتيك | PC: 73/100 PS4: 68/100 XSXS: 74/100 PS5: 80/100 |
| نتائج المراجعة |                                                 |
| نشرة | نقاط                                            |
| آي جي إن | 6/10                                            |
| جو فيديو | 16/20                                           |
| بي سي غيمر (الولايات المتحدة) | 80/100                                          |

بشكل عام، تلقت اللعبة استقبالًا إيجابيًا عند الإصدار. وفقًا لمجمع المراجعة ميتاكريتيك، تلقت سنايبر جوست واريور كونتراكتس 2 «تقييمات مختلطة أو متوسطة» لأجهزة الكمبيوتر وبلاي ستيشن 4 وإصدارات إكس بوكس سيريس إكس، بينما تلقى إصدار بلاي ستيشن 5 «مواتية بشكل عام» المراجعات.
في مهرجان ألعاب بكسل هيفين 2021، تم ترشيح اللعبة في فئات أفضل صوت، وأفضل طريقة لعب. بالنسبة لموقع Geeko، فإنها تصحح معظم عيوب سابقتها وتقدم تجربة لعب متنوعة للغاية، بالتناوب بين القنص بعيد المدى والتسلل وإمكانية تحقيق أهدافها بعدة طرق. بالنسبة إلى XBoxygen، تعمل اللعبة على تجديد نفسها حقًا من خلال تقديم إطلاق نار بعيد المدى أخيرًا، حتى لو كان اللاعب يأسف لعدم وجود عمق للسيناريو وضعف الذكاء الاصطناعي.
Jeux Vidéo.com وهو موقع ويب فرنسي لألعاب الفيديو يقيم اللعبة بإيجابي للغاية، موضحًا أنها قدمت تحسينات لسابقتها وتضيف صعوبة إضافية حقيقية، كما هو الحال مع تصميم المستوى الأنيق للغاية. كما تم التأكيد على الجانب التقني الدقيق للغاية.

## روابط خارجية
- الموقع الرسمي